# Котта, Франц
Иоганн Фридрих Франц Котта (нем. Johann Friedrich Franz Kotta; 21 февраля 1758, Хильдбургхаузен, Тюрингия — 7 августа 1821, Рудольштадт, Тюрингия) — немецкий рисовальщик, живописец и скульптор-модельер по фарфору.

## Биография
Котта был сыном солдата Иоганна Кристофа Котта и Анны Барбары (урождённой Дитман). С 1773 по 1778 год учился и работал на фарфоровой мануфактуре Клостер-Файльсдорф. С 1777 года Котта изготовлял фарфоровые скульптурки в характерном неоклассическом стиле. В 1778 году из-за любовной связи он бежал на фарфоровую фабрику Гросбрайтенбах.
В 1779 году Котта стал чертёжником в университете Гёттингена (Нижняя Саксония), но пробыл там недолго, прежде чем в том же году отправиться на фарфоровую мануфактуру в Готе. В 1781 году Котта перешел на фарфоровую мануфактуру в Фолькштедте, где в 1788 году стал скульптором-модельером. В 1791 году Котта был придворным художником в Рудольштадте и советником по искусству принца Людвига Фридриха II Шварцбург-Рудольштадтского. Здесь он обставлял комнаты в резиденции и преподавал рисование и лепку..